# Costa d'Or Neerlandesa
La Costa d'Or Neerlandesa o Guinea neerlandesa, oficialment les Possessions Neerlandeses de la Costa de Guinea (en neerlandès: Nederlandse Bezittingen ter Kuste van Guinea) és el nom dels establiments neerlandesos a la regió de la Costa de l'Or, en el que avui és més o menys Ghana, on es van establir a partir de 1598 
La colònia es va convertir en la colònia neerlandesa més important a Àfrica Occidental després que el Fort Elmina fos capturat als portuguesos el 1637, però va entrar en una desorganització total després que el comerç d'esclaus fos abolit a principis del segle xix. El 6 d'abril de 1872 la Costa d'Or Neerlandesa va ser, segons els Tractats anglo-neerlandesos de 1870-71, cedida en forma cerimonial al Regne Unit.

## Història

### Primers assentaments neerlandesos a la Costa d'Or

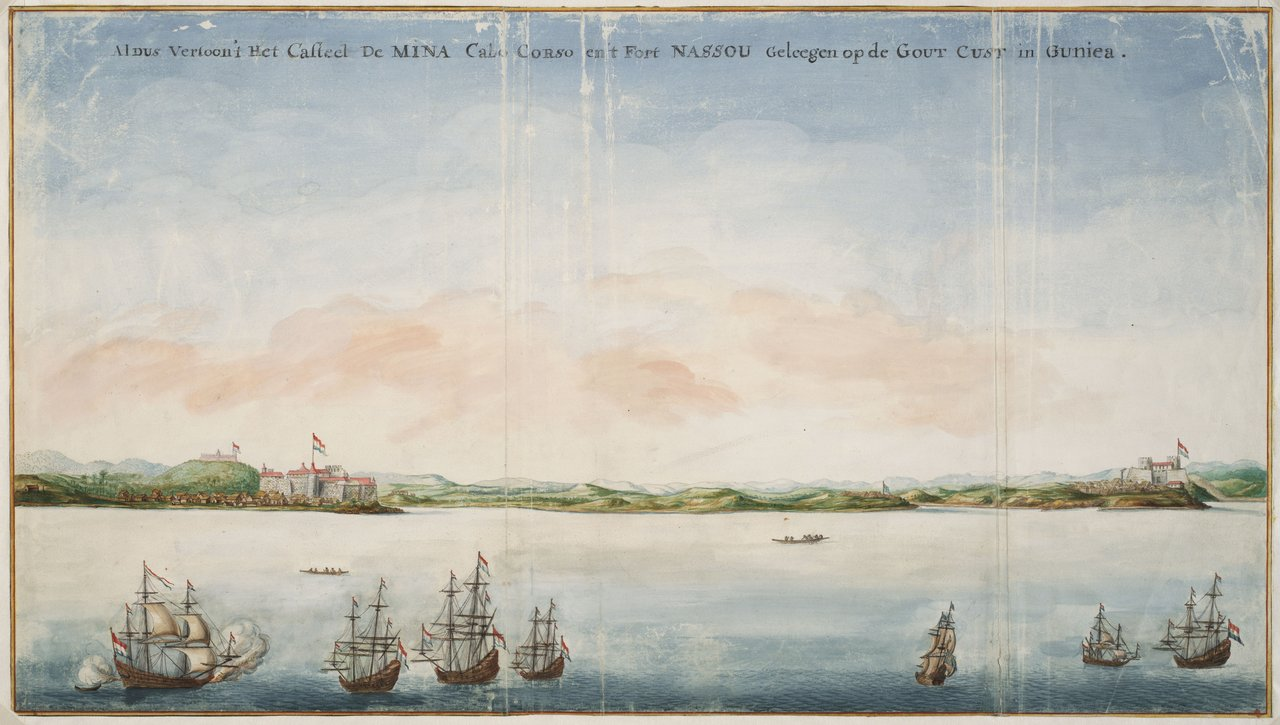
Pintura de Johannes Vingboons del Fort de São Jorge a Elmina i el Fort Nassau a Mouri.

Els portuguesos van ser els primers europeus a arribar al territori que actualment és part de Ghana. Pel 1471, havien arribat a l'àrea que posteriorment es va arribar a conèixer com la Costa de l'Or a causa que era una important font del metall preciós.
L'interès dels portuguesos per comerciar or, ivori, i pebre es va incrementar tant a partir del 1482 que van construir el seu propi lloc de comerç permanent en la costa occidental de l'actual Ghana. Aquesta fortalesa, un castell de comerç anomenat São Jorge da Mina, va ser construït per a protegir el comerç portuguès dels competidors europeus.
La posició dels portuguesos a la Costa d'Or es va mantenir segura per més d'un segle. Durant aquest temps, Lisboa va buscar monopolitzar tot el comerç de la zona en mans de la corona, va designar els administradors de São Jorge i va usar la força per prevenir que els anglesos, francesos i neerlandesos poguessin comerciar a la costa. Després que Barent Eriksz aconseguís navegar reeixidament a la Costa d'Or el 1591, els comerciants neerlandesos van començar a operar a la zona. Les publicacions de Pieter de Maregis van fer augmentar l'interès en la zona per part dels comerciants.
La treva dels dotze anys entre els Habsburg i les Províncies Unides, que va durar des de 1609 fins a 1621, va perjudicar al comerç neerlandès a la Costa d'Or, ja que ara els portuguesos comptaven amb suficients recursos per protegir el seu monopoli comercial a la zona. Va ser per això que els comerciants neerlandesos van sol·licitar als Estats Generals dels Països Baixos la construcció d'un fort a la costa. Els Estats Generals van acceptar la seva sol·licitud, i van enviar Jacob Clantius, qui després va esdevenir el primer General de la Costa, a la Costa de l'Or el 1611. El 1612 després d'haver obtingut el permís dels líders locals a través del Tractat de Asebu, va construir el Fort Nassau prop de Mouri, en el lloc on originalment hi havia un lloc comercial neerlandès que els portuguesos havien incendiat.
Una vegada acabada la treva dels dotze anys el 1621, es va fundar la Companyia Neerlandesa de les Índies Occidentals, que va tractar de prendre les colònies portugueses a Àfrica i Amèrica com a part del Groot Desseyn. Després de fracassar el 1625, la companyia va aconseguir capturar el castell portuguès d'Elmina el 29 d'agost de 1637. Els forts de San Sebastião a Chama (o Shama) i Santo Antonio a Axim van caure en mans neerlandeses el 1640 i 1642, respectivament.

### Competència amb altres potències europees

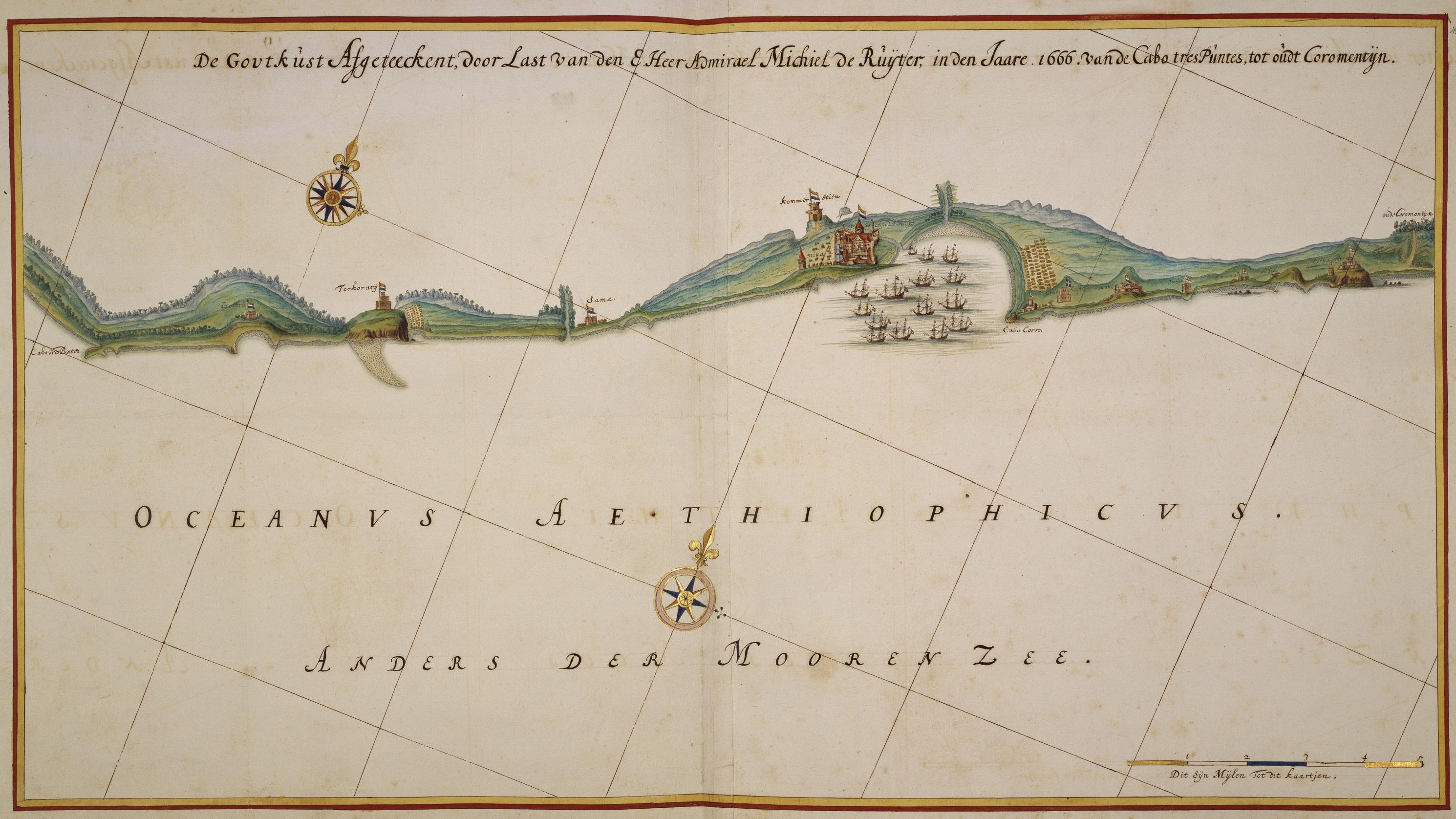
Mapa de la Costa d'Or sol·licitat per l'Almirall Michiel de Ruyter el 1666, durant la Segona Guerra Anglo-Neerlandesa.

En 1621 els Països Baixos van atorgar el monopoli comercial en totes les Índies Occidentals, incloent la Costa de l'Or, a la Companyia Neerlandesa de les Índies Occidentals. El mal maneig de la companyia va fer que molts dels seus empleats busquessin treball en establiments d'altres potències europees. Per exemple, Hendrik Carloff va ser un ex oficial d'alt rang de la companyia que es va unir a la Companyia Sueca d'Àfrica, fundada en 1649 per l'industrial neerlandès Louis De Geer. Al final Carloff va deixar la companyia sueca, aquesta vegada per la Companyia Danesa d'Àfrica, la qual va fundar ell mateix al costat d'Isaac Coymans i Nicolaes Pancras, també ex-treballadors de la Companyia Neerlandesa de les Índies Occidentals.
En el conflicte anglo-neerlandes de 1661-1667 els neerlandesos van ocupar les posicions angleses de Chama i Kormantin (29 de gener de 1665).
Mentre que la presència sueca en la Costa d'Or va resultar ser una cosa temporal, els assentaments britànics i danesos a l'àrea van acabar sent permanents. A més, els brandemburguesos també van tenir forts a la zona a partir de 1682 fins que van ser comprats pels neerlandesos el 1717; el fort de Gross-Friedrichsburg és reanomenat Hollandia. Aleshores els portuguesos ja havien deixat el lloc de forma permanent, però així i tot, la Costa d'Or tenia la més alta concentració d'edificacions militars fora d'Europa.

### Relacions amb les tribus locals

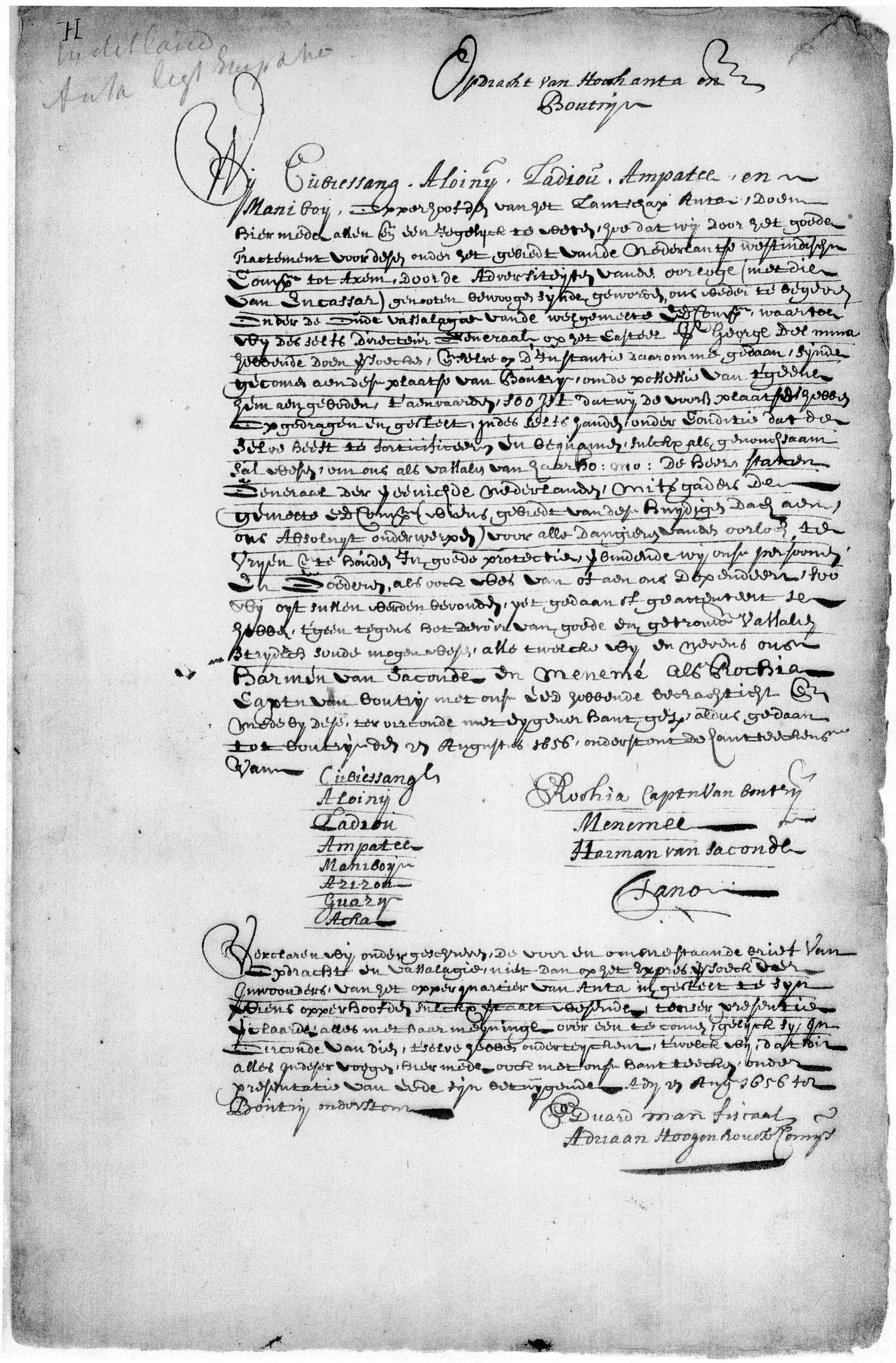
La primera pàgina del Tractat de Butre, signat el 17 d'agost de 1656.

Algunes vegades les potències europees entraven en conflicte amb els habitants locals a mesura que els europeus forjaven aliances comercials amb les autoritats polítiques locals. Aquestes aliances, complicades en molts casos, incloïen a europeus que buscaven persuadir als seus aliats més propers per atacar forts europeus rivals i viles dels seus aliats africans, o també, diverses potències africanes que buscaven reclutar europeus com a mercenaris en les seves guerres internes, o com a diplomàtics per resoldre conflictes.
Amb la captura de Elmina, els neerlandesos van heretar dels portuguesos un sistema en el qual es pagava tribut als Denkyira, que eren la potència dominant de la regió. Després de la Batalla de Feyiase (1701), l'Imperi Aixanti va reemplaçar als Denkyira com la potència dominant, i els neerlandesos van començar a pagar el tribut als aixantis. Encara que es presumeix l'existència d'un suposat «Bitllet Elmina», els neerlandesos normalment pagaven dues unces d'or al mes als aixantis com a tribut. Aquesta connexió entre els neerlandesos i els aixantis, els quals a través del port de Elmina tenien accés al comerç amb els neerlandesos i la resta del món, va afectar profundament les relacions entre els Països Baixos, els altres pobles de la zona i l'Imperi Britànic. Aquest últim s'havia tornat un proper aliat dels Fante, amb els qui els Denkyira i, per tant, Elmina, tenien estrets llaços culturals i lingüístics. Es van lliurar diverses guerres entre els aixantis i els fantes, i la rivalitat entre els dos pobles va jugar un rol important en els esdeveniments que van influir en la transferència de la Costa d'Or Neerlandesa a mans britàniques el 1872.
A Butre, després que els neerlandesos van aconseguir desplaçar als suecs del lloc i comencessin la construcció del Fort Batenstein, els líders de la Companyia Neerlandesa de les Índies Occidentals van pensar que seria del seu benefici el negociar un tractat amb els líders polítics locals per poder establir una relació pacífica a llarg termini a l'àrea. Els líders Ahanta locals també van considerar que seria mútuament beneficiós el signar aquest acord, i així va ser que el Tractat de Butre va entrar en vigor el 27 d'agost de 1656. Aquest tractat establia un protectorat neerlandès a l'àrea, i establia els llaços diplomàtics entre les Províncies Unides i Ahanta. Els termes del tractat van resultar ser molt estables i van regular les relacions diplomàtiques entre ambdues nacions per més de 213 anys. Va ser sol després que la Costa d'Or va ser venuda al Regne Unit en 1872 que les provisions del tractat van ser abolides.
El 18 de febrer de 1782, com a part de la Quarta Guerra Anglo-Neerlandesa, els britànics van atacar Elmina. Encara que aquest atac va fracassar, els britànics van aconseguir capturar els Forts neerlandesos de Vredenburgh, Nassau, Amsterdam, Lijdzaamheid, Goede Hoop i Crêvecoeur que van retenir fins al 1786, i Fort Leydsaemheyt. Les Províncies Unides solament van aconseguir prendre el fort britànic de Sekondi. En el Tractat de París de 1784, tots els forts van ser tornats als seus amos originals.

### Dissolució de la CHIO i abolició del comerç d'esclaus

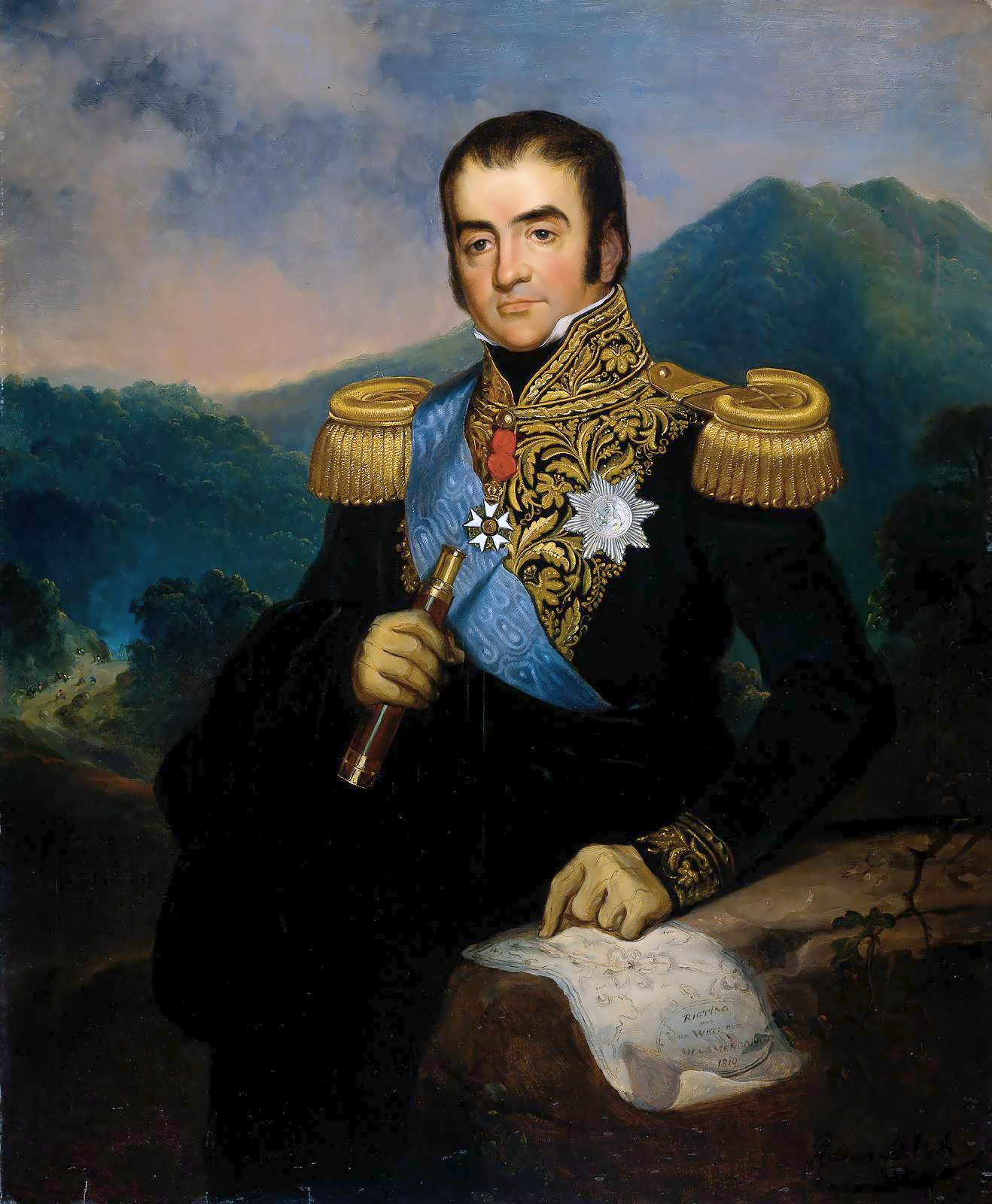
Governador General Herman Willem Daendels (1815-1818).

En 1791 es va dissoldre la Companyia Neerlandesa de les Índies Occidentals, i l'1 de gener de 1792, tots els territoris ocupats per la companyia van ser revertits a l'autoritat dels Estats Generals de les Províncies Unides. Durant l'ocupació francesa dels Països Baixos entre 1810 i 1814, les possessions neerlandeses a la Costa d'Or van estar en la inusual posició -juntament amb l'illa de Deshima al Japó- de ser els únics territoris neerlandesos que no van estar ocupats ja sigui per França o pel Regne Unit.
La llei britànica sobre el comerç d'esclaus de 1807 va posar fi a tot el comerç d'esclaus a la Costa d'Or. Aquest profund canvi va venir al costat de l'arribada del Governador General Herman Willem Daendels. Daendels va ser un patriota que va jugar un rol crucial en la revolució batava, i posteriorment es va convertir en el Governador General de les Índies Occidentals Neerlandeses per compte de la República Batava el 1807. Els seus antecedents republicans i revolucionaris el van convertir en una figura controvertida en el Regne dels Països Baixos establert el 1815, el qual pràcticament li va prohibir d'entrar al país després d'assignar-lo a la recòndita governació de la Costa d'Or el 1815.
Daendels va tractar de tornar a desenvolupar les molt dilapidades possessions neerlandeses com una colònia africana de plantacions impulsada per comerç legítim. Basant-se en la seva experiència en la construcció del Gran Camí Postal de l'illa de Java a les Índies Orientals Neerlandeses, va proposar alguns projectes d'infraestructura molt ambiciosos, incloent un sistema de camins complex, amb una ruta principal que connectaria Elmina amb Kumasi al país Aixanti. El govern neerlandès li va donar total llibertat i un pressupost substancial per implementar els seus plans. Al mateix temps, no obstant això, Daendels va veure la seva posició com a governador com una oportunitat per establir un monopoli privat en la Costa d'Or Neerlandesa.
Eventualment cap dels seus plans es van concretar, ja que Daendels va morir de malària prematurament al castell de Elmina, la seu del govern neerlandès, el 8 de maig de 1818. El seu cos va ser enterrat en la tomba central en el cementiri neerlandès al poble de Elmina. Va estar al país per menys de dos anys.

### Reclutament de soldats per a l'Exèrcit Neerlandès de les Índies Orientals

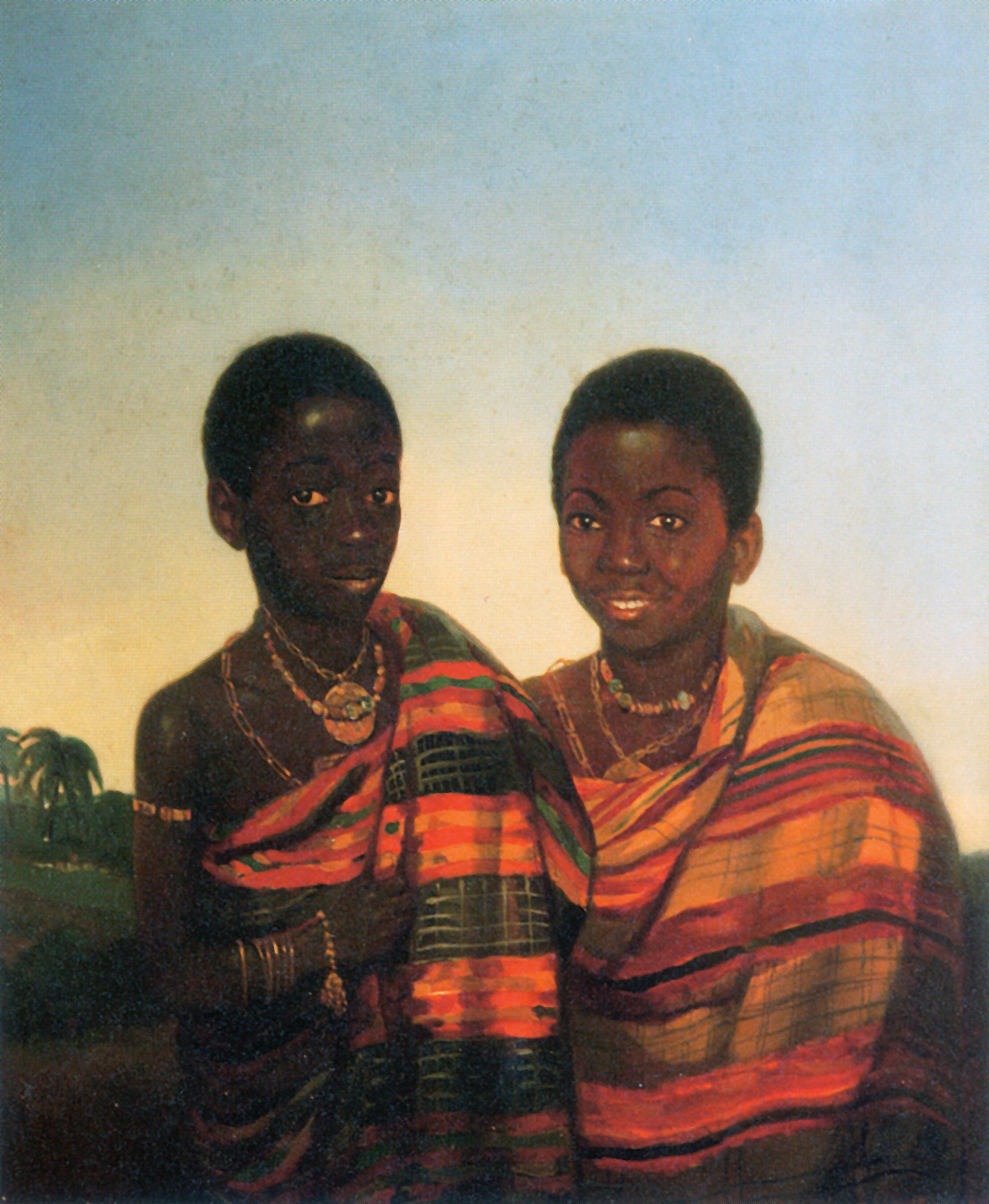
Les princeses Ashanti Kwasi Boachi i Kwame Poku van ser enviades als Països Baixos perquè rebessin educació europea.

La Costa d'Or Neerlandesa lentament va descendir al caos en la resta del segle xix. L'únic esdeveniment substancial que va tenir lloc durant aquest període va ser el reclutament de soldats per a l'Exèrcit Neerlandès de les Índies Orientals. El reclutament dels anomenats Belanda Hitam (en indonesi, "neerlandesos Negres") va començar el 1831 com una mesura d'emergència després que l'exèrcit neerlandès perdés milers de soldats europeus i un nombre molt més alt de soldats "natius" en la Guerra de Java (1825-1830), al mateix temps que va veure disminuir la seva pròpia població després de la independència de Bèlgica el 1830. Ja que els neerlandesos volien limitar la quantitat de soldats locals en l'Exèrcit Neerlandès de les Índies Orientals a més o menys la meitat de la força total per mantenir la lleialtat de les tropes natives, l'addició de soldats de la Costa d'Or semblava ser una oportunitat ideal per mantenir la força i lleialtat de l'exèrcit al mateix temps. També s'esperava que els soldats africans fossin més resistents al clima tropical i les malalties tropicals de les Índies Orientals Neerlandeses del que eren els soldats europeus.
En 1836, el govern neerlandès havia decidit reclutar soldats a través del rei dels Aixantis. El general Jan Verveer va arribar amb aquest propòsit a Elmina l'1 de novembre de 1836 i es va dirigir a Kumasi, la capital Ashanti, amb una delegació de 900 persones. Després de llargues negociacions, va arribar a un acord amb el rei Kwaku Dua I. Es va establir un centre de reclutament a Kumasi, i més endavant el rei va enviar a les joves princeses aixanti Kwasi Boachi i Kwame Poku amb el general Verveer als Països Baixos, perquè poguessin rebre una bona educació. Kwasi Boachi més tard rebria la seva educació en la predecessora de la Universitat de Delft i es va convertir en la primera enginyera de mines en les Índies Orientals Neerlandeses. L'escriptor neerlandès Arthur Japin va escriure una novel·la sobre la vida de les dues princeses titulada Els Dos Cors de Kwasi Boachi (1997).

### Intercanvi de forts amb el Regne Unit i posterior cessió
Mentre que els forts neerlandesos s'havien convertit en relíquies colonials al segle xix, els forts britànics s'havien desenvolupament lentament fins a convertir-se en una colònia en si mateixos, especialment després que el Regne Unit s'apoderés de la Costa d'Or Danesa el 1850 (per compra). La presència dels forts neerlandesos en una àrea que s'havia tornat influenciada cada vegada més pel Regne Unit no es considerava desitjable, i a la fi dels anys 1850 els britànics van començar a pressionar per comprar els forts neerlandesos, o intercanviar-los de manera que sorgissin àrees d'influència més coherents.
A causa de la situació política de l'època als Països Baixos, una venda dels forts no era una possibilitat, així que es van negociar intercanvis. En 1867, es va signar el Conveni entre el Regne Unit i els Països Baixos per a un Intercanvi de Territori en la Costa d'Or d'Àfrica, a través de la qual tots els forts neerlandesos a l'est de Elmina eren cedits a Gran Bretanya, mentre que els forts britànics a l'oest de Elmina eren cedits als Països Baixos.
L'intercanvi va resultar ser un desastre per als neerlandesos, ja que la seva aliança de diversos anys amb el poderós Imperi Aixanti de l'interior no va ser ben vista amb el poble fante de la costa que vivia al voltant dels nous forts i que era aliat dels britànics. Per sotmetre a la població local als voltants del Fort Komeda, els Països Baixos van haver d'enviar una força expedicionària a la capital de Kwassie-Krom. Al mateix temps, els fantes es van unificar en una confederació per expulsar els neerlandesos i els seus aliats aixantis de Elmina. La confederació va establir un exèrcit i va marxar cap a Elmina al març de 1868. Encara que es creia que l'exèrcit fante era prou fort com per prendre el fort a principis d'abril, problemes entre les diferents tribus que formaven la confederació van portar al fet que el setge s'aixequés al maig. Es va signar un tractat de pau entre la confederació i Elmina, a través del qual Elmina declarava el seu neutralitat en cas que es lliurés una guerra entre l'Imperi Aixanti i la Confederació Fante.
No obstant això, el bloqueig del poble per part de la confederació no va ser aixecat i el comerç entre Elmina i el regne Aixanti es va desplomar. Es va intentar persuadir a Elmina perquè s'unís a la confederació, però sense èxit. Elmina i els neerlandesos van enviar una sol·licitud d'ajuda al rei dels Aixanti, l'exèrcit dels quals, sota el comandament de Atjempon, va arribar a Elmina el 27 de desembre de 1869. Com era d'esperar, l'exèrcit aixanti tenia una mala actitud cap als seus rivals fante, fent un acord entre els elminesos recolzats per Aixanti i els nous forts dominats pels fantes que havien estat transferits recentment als neerlandesos fins i tot més difícil.
Al mateix temps, als Països Baixos, els conflictes van fer que les comandes pel traspàs de tota la colònia al Regne Unit es fessin més insistents. El governador neerlandès d'Elmina, Cornelis Nagtglas, va tractar de persuadir als elminesos que lliuressin la seva ciutat als britànics. Això es va complicar encara més amb la presència d'un exèrcit Ashanti en el lloc, que fins i tot va arrestar a Nagtglas per un curt període a l'abril de 1871. Al febrer d'aquest mateix any el Regne Unit i els Països Baixos havien signat un tractat (21 de febrer de 1871) sota el qual la colònia va ser cedida als britànics per la suma de 46.939,62 florins neerlandesos. El 6 d'abril de 1872, després de la ratificació del tractat per part del parlament (17 de febrer de 1872), Elmina va ser cedida formalment al Regne Unit.

### Destrucció de Elmina

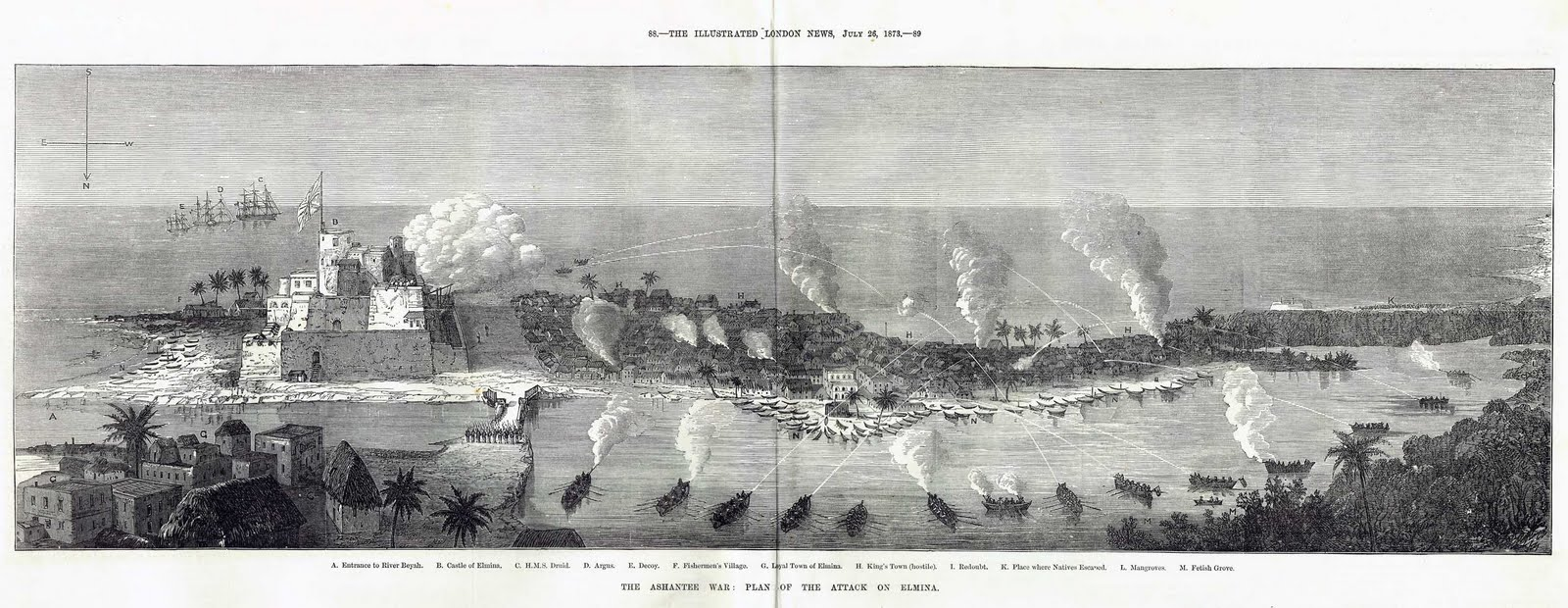
El bombardeig de Elmina.

Com era d'esperar-se, els aixanti no es van mostrar contents amb el lliurament de Elmina als britànics, que estaven aliats amb els fante. El rei aixanti Kofi Karikari va donar per descomptat la sobirania aixanti sobre el poble a causa del "bitllet asante", amb el qual els neerlandesos pagaven tribut a l'Imperi Aixanti. En 1873, la situació es va intensificar quan un exèrcit aixanti va marxar cap a Elmina per "reprendre" el poble de mans britàniques. Així va començar la Tercera Guerra Anglo-Aixanti, i el Regne Unit va començar a bombardejar Elmina el 13 de juny de 1873. El sector antic del poble va ser destruït per complet i demolit per poder fer espai per a una àrea de desfilades.

## Administració

### Companyia Neerlandesa de les Índies Occidentals
Durant l'administració de la Companyia Neerlandesa de les Índies Occidentals, el cap de govern de la colònia era un Director-General. El Director-General era assistit per un consell d'oficials colonials. A més de ser el líder suprem de la colònia, el Director-General també era el comandant suprem de les forces terrestres i marítimes, i el màxim oficial judicial. El Director-General tenia un mandat doble, havent estat possessionat tant pels Estats Generals de les Províncies Unides com per la Companyia Neerlandesa de les Índies Occidentals. El govern colonial tenia la seva seu en el Fort Nassau a Mouri entre 1621 i 1637, i en el Fort George a Elmina a partir de 1637.
Quan els neerlandesos van capturar les colònies portugueses de Luanda i São Tomé el 1642, les possessions de la Companyia Neerlandesa de les Índies Occidentals a la costa d'Àfrica van ser dividides en dos comandos separats. Al govern de Elmina se li va assignar la governació de "Guinea i les seves dependències des del Cap Tres Punts fins al Cap Lopes Gonsalves", i al govern de Luanda les possessions al sud d'aquest últim cap, incloent a São Tomé. El títol del Director-General en Elmina va ser canviat a "Director-General de la Costa Nord d'Àfrica". Quan els portuguesos van recapturar Luanda el 1648, São Tomé va ser governat per un curt període des de Elmina, fins que també va ser recapturat per Portugal aquest mateix any.
Amb l'establiment de la Segona Companyia Neerlandesa de les Índies Occidentals el 1675, l'estructura de govern va ser revisada. L'àrea que estava sota l'autoritat del Director-General va ser redefinida com "la Costa d'Àfrica, des de Sierra Leone fins als 30 graus al sud de l'equador, incloent tots els territoris i illes en el camí", d'aquesta manera tornant a afirmar el seu reclam pels territoris perduts amb Portugal en aquesta àrea. Al seu torn, el títol de Director-General va ser canviat a "Director-General de la Costa del Nord i Sud d'Àfrica". Aquesta denominació més llarga no va ser principalment per reclamar Luanda i São Tomé als portuguesos, sinó que va ser simplement per establir l'autoritat sobre el comerç neerlandès a la zona. Això va ser important especialment per al Regne de Loango, al qual els neerlandesos van començar a comprar esclaus en grans quantitats a partir dels anys 1670 i en endavant. Fins a la liquidació de la Companyia Neerlandesa de les Índies Occidentals el 1791, el títol de Director-General i els límits de la seva jurisdicció es van mantenir sense canvis.

#### Composició del consell
Segons la instrucció governamental de 1722, el consell era format pel Director-General, que actuava com el president del consell, el fiscal (en neerlandès: fiscaal), el cap comerciant (en neerlandès: opperkoopman), i els comissionats en cap (en neerlandès: oppercommies). Els comissionats eren l'administrador del Fort Saint Anthony a Axim, l'administrador del Fort Nassau a Mouri, l'administrador del Fort Crèvecoeur a Accra, i l'administrador de la fàbrica de Ouidah, en la Costa dels Esclaus neerlandesa. Entre 1746 i 1768, el consell va consistir del Director General, el fiscal, i els set "primers oficials" amb el més alt rang, els quals incloïen als comissionats en cap, el mestre d'obres (en neerlandès: equipagemeester), el comptador general (en neerlandès: boekhouder-generaal), i l'alferes (en neerlandès: vaandrig). En 1768 el consell es va reduir novament al fiscal, els tres comissionats en cap (el lloc comercial en Ouidah havia estat abandonat des de llavors), i el comissionat i conseller. La composició del consell va ser alterada una última vegada en 1784, a l'inici de la Quarta Guerra Anglo-Neerlandesa, estenent ara la qualitat de membre al comptador general i al comissionat.

### Govern neerlandès directe
Després de la liquidació de la Companyia Neerlandesa de les Índies Occidentals en 1791, el Consell de les Colònies de les Índies Occidentals es va fer càrrec del govern de la Costa d'Or Neerlandesa. Va haver-hi pocs canvis en els primers anys, i l'antiga administració de la Companyia es va mantenir intacta.
Això va canviar quan la República Bátava va reemplaçar la República Neerlandesa el 1795. L'administració de la Costa d'Or neerlandesa va ser reformada per una resolució secreta del 12 de maig de 1801. L'ofici del Director-General va ser rebatejat com a Governador-General, i el Consell va ser dividit en Gran Consell i Consell Petit. El Consell Petit era responsable del govern diari de la colònia, i era format pel Governador-General, l'administrador-i-Director-General (en neerlandès: boekhouder ten comptoir-generaal). El Gran Consell estava compost pel Petit Consell, a més dels residents del Fort Crèvecoeur a Accra, el Fort Saint Anthony a Axim, el Fort Sant Sebastià a Shama, i el Fort Amsterdam a Kormatin, i es reunia una vegada cada tres mesos.
L'administració de la Costa d'Or Neerlandesa va ser reformada una vegada més quan el Regne d'Holanda va reemplaçar la República Bátava el 1806. Per decret real de Lluis Napoleó, rei d'Holanda, l'ofici de Governador-General va ser reduït a Comandant-General en 1807, i l'administració va ser canviada per complet el1809. Un canvi fins i tot més gran es va donar després de l'establiment del Regne dels Països Baixos el 1815. Deixant enrere els anys d'incertesa durant l'ocupació francesa, i amb el comerç d'esclaus abolit, el nou regne va preparar un pla per transformar la colònia en una colònia de plantació rendible. Per a aquest propòsit el nou governador Herman Willem Daendels va rebre un mandat obert i un gruixut pressupost, però el projecte va arribar a una abrupta fi amb la mort de Daendels el 1818.
Després de quedar-se sense un governador visionari, la corona va retallar el pressupost per a la colònia. Les noves regulacions de l'1 de novembre de 1819 van reduir el pressupost al mínim necessari per mantenir funcionant a la colònia, van acomiadar a tots els oficials colonials que no eren necessaris, i van pensionar a la majoria dels esclaus de l'estat. Més notablement, els oficis del comptador, el fiscal, el secretari, el caixer i l'agutzil van ser combinades en un sol ofici, i la suma de les seves funcions van ser incorporades en el títol del governador (en neerlandès: boekhouder, fiscaal, secretaris, kassier en deurwaarder). A més, l'ofici del governador-general va ser degradat a comandant. Quan els neerlandesos van decidir reclutar soldats per a l'Exèrcit de les Índies Neerlandeses Orientals el 1836, el govern va ser enfortit una vegada més, cosa que va entrar en efecte després de la desastrosa Guerra d'Ahanta de 1838. A causa del decret real del 23 de març de 1838, l'ofici de comandant va ser elevat a governador i es van instaurar funcionaris addicionals per fer més efectiu al govern. El mateix govern va ser reformat el 1847, i entre les seves invencions més notables van estar l'establiment d'una Cort de Justícia, separada legalment del consell, encara que els membres moltes vegades ocupaven càrrecs en ambdues institucions. L'oficina del fiscal, responsable per dur a terme processos legals, va ser reanomenada com l'Oficialia de Justícia.
A la fi dels anys 1850, l'organització administrativa que dividia a la colònia en forts va ser canviada per una divisió en districtes (en neerlandès: afdelingen), la qual cosa va afirmar la sobirania neerlandesa no solament sobre els forts, sinó també sobre el territori que els envoltava. Se'ls va ordenar als oficials de districte a realitzar un aixecament d'informació sobre la situació física, econòmica i soci-política dels districtes. Com a conseqüència de la implementació d'impostos a les importacions després del Tractat anglo-neerlandès de la Costa d'Or, una oficina d'impostos va ser establerta a Elmina el 1867. D'igual manera, es va establir una oficina postal.

## Economia
Encara que avui dia la colònia és relacionada principalment amb el comerç d'esclaus de l'Atlàntic, aquesta no va ser la raó per la qual els primers comerciants neerlandesos van començar a fer negocis a la Costa d'Or. Barent Eriksz va acumular riqueses comerciant amb or, ivori i pebre d'Àfrica occidental. Es van fer intents d'establir una colònia de plantacions i obrir mines d'or en la costa, però pràcticament tots aquests intents van fracassar.
Un dels primers intents d'establir una colònia de plantacions el van fer els fills del Governador General Herman Willem Daendels el 1816. Van establir una plantació anomenada Oranje Dageraad a Simbo. El mateix Governador General va tractar de comprar 300 esclaus de Kumasi, els qui recuperarien la seva llibertat després de treballar la terra. Tots dos projectes van fracassar.
Entre 1845 i 1850, després del fracàs del Fort Ruychaver, el govern colonial va tractar d'establir una mina d'or a la costa. El govern neerlandès va comprar una mina d'or a l'aire lliure al cacic o reietó de Butre, i el 1845 va enviar una expedició conformada per un director, tres enginyers i nou treballadors al llogaret de Dabokrom per obrir una mina. Dos enginyers i els nou treballadors van sucumbir davant malalties tropicals i van morir, deixant la resta l'expedició i retornat a Europa. La segona expedició de 1847 no va ser més reeixida, aquesta vegada sofrint 11 morts de les 13 persones que hi van participar. Pel 1850, el govern neerlandès va abandonar els seus intents miners.
També es va intentar desenvolupar una colònia amb l'establiment d'una plantació de cotó als afores de Elmina. Per a aquest projecte, un home brasiler anomenat La Rocha Vièra va ser portat a la Costa d'Or. A causa del dur tracte dels treballadors, La Rocha Vièra va tenir problemes per atreure nova mà d'obra, i la plantació va morir prematurament. El 1848, el govern va intentar establir una plantació de tabac en els jardins de Elmina, però va fracassar a causa de les males condicions del sòl. Una plantació de tabac més reeixida va ser establerta a Simbo, però d'igual manera va fracassar a causa que pocs treballadors volien treballar allí. Entre febrer i octubre de 1859, el funcionari governamental J.S.G. Gramberg va tractar de desenvolupar el sòl als voltants del riu Bossumprah, però també va tenir dificultats en atreure treballadors.
Les úniques dues plantacions que van ser reeixides van ser una plantació de cafè a Akropong, establerta per missioners de Basilea, i una altra a Mayra prop d'Accra, l'amo dels quals era un emprenedor mulat anomenat Lutterodt i era treballada per esclaus.

## Societat

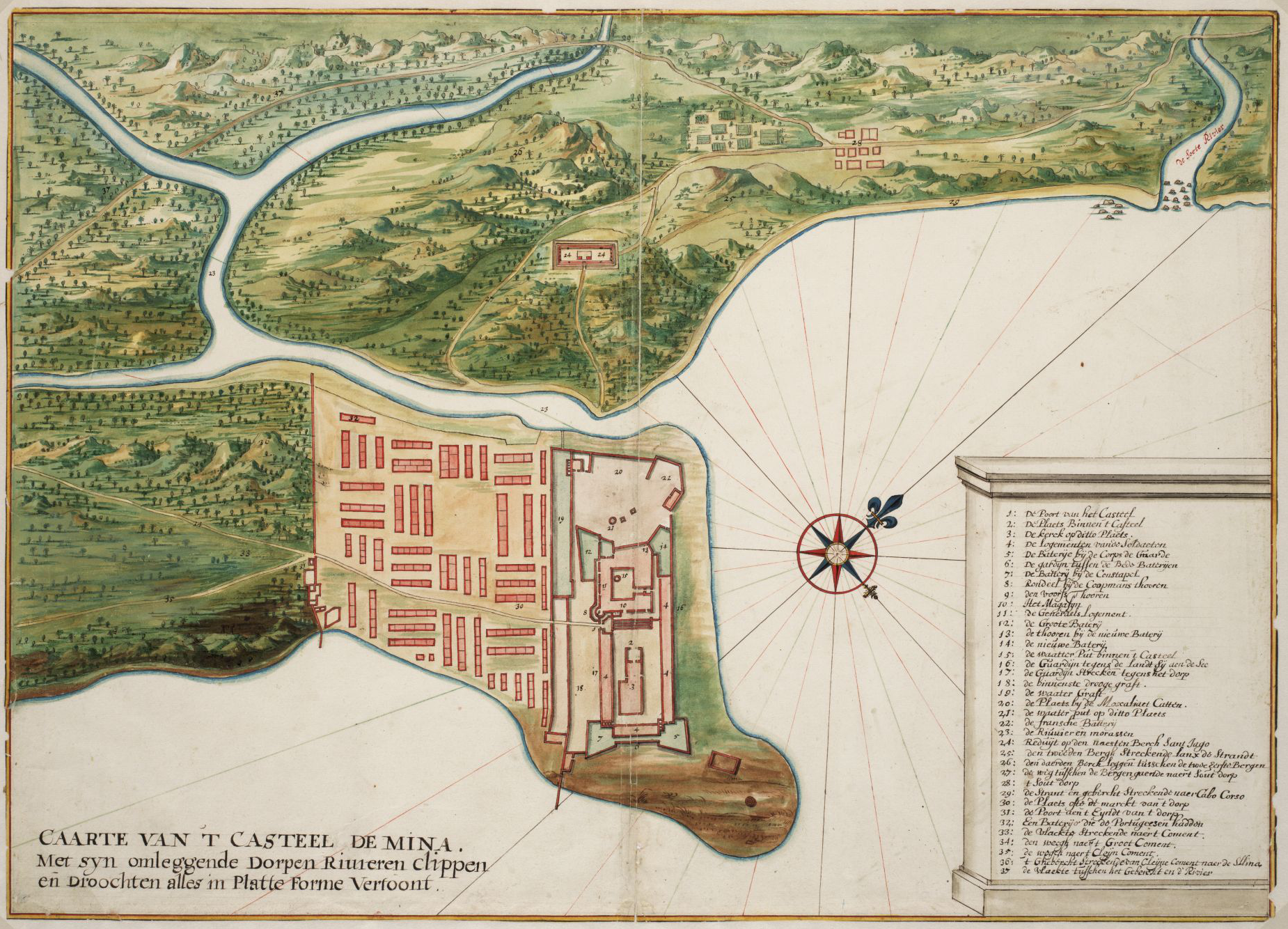
Mapa de Elmina prop de 1665, per Johannes Vingboons.

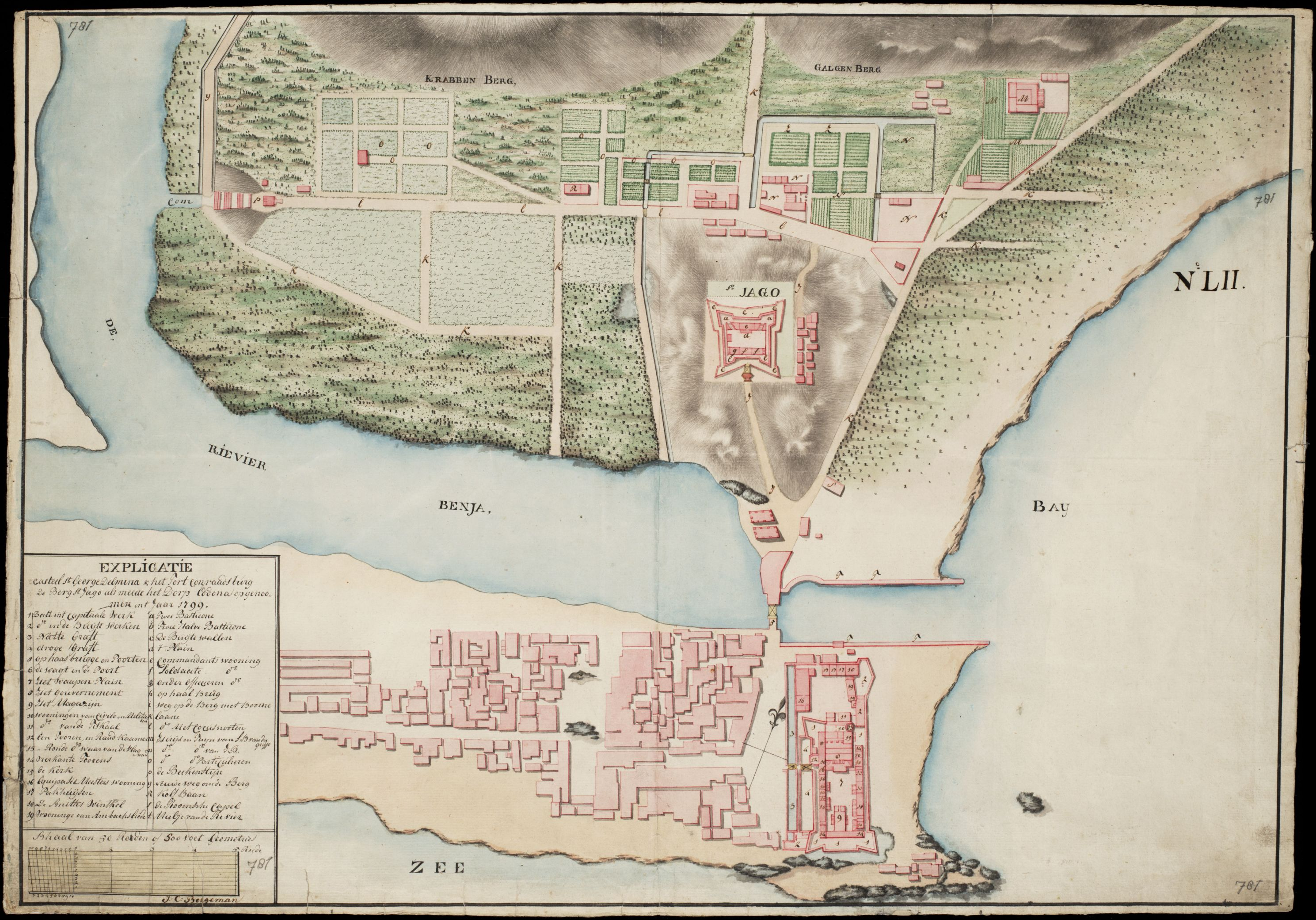
Mapa de Elmina prop de 1799, per JC Bergeman.

Fins a la seva destrucció el 1873, Elmina era l'assentament més gran de la Costa d'Or, eclipsant fins i tot a Accra i Kumasi. Al segle xviii, la seva població oscil·lava entre els 12.000 i 16.000 habitants, i al segle xix va augmentar fins a 20.000. No obstant això, La majoria d'aquests habitants no eren europeus; els seus numeros van aconseguir un punt màxim al segle xviii quan va haver-hi 377 empleats de la Companyia Neerlandesa de les Índies Occidentals estacionats en el lloc, per després caure fins a tan sols 20 funcionaris públics al segle xix.
Molts més nombrosos eren els habitants africans de Elmina, que venien de totes les regions de la Costa d'Or fins a la ciutat per provar la seva sort. A més de gent del poble aixanti i diversos pobles akan, Elmina també tenia una població considerable de gent ewe i ga, els quals havien arribat des de l'est de l'actual Ghana. Els esclaus també formaven una part important de la població de Elmina, i en molts casos eren possessió dels mateixos ciutadans akan.
El tercer grup a Elmina eren aquells de raça barrejada, el resultat de les relacions entre els empleats de la Companyia Neerlandesa de les Índies Occidentals i les dones africanes de Elmina. Els fills il·legítims dels empleats eren anomenats "Tapoeijers" pels neerlandesos, i, segons ells, el color de la seva pell era similar al dels nadius americans. Un decret del Governador General de Elmina el 1700 va obligar els empleats de la Companyia Neerlandesa de les Índies Occidentals que estaven tornant als Països Baixos a emportar-se als seus fills (il·legítims) amb ells, o havien de pagar una quantitat de diners perquè poguessin rebre una "criança cristiana". Per a aquest últim propòsit es va establir una escola a Elmina.
Moltes persones mestisses, també conegudes com a Euro-africans, es van tornar reeixits comerciants. El més conegut d'aquests va ser Jan Niezer, qui va visitar Europa en diverses ocasions i comerciava en forma directa amb empreses europees i americanes.
El quart grup a Elmina també era mestís, però tenien un estatus diferent, "Vrijburghers" (ciutadans lliures). Tenien els mateixos drets que els europeus, i estaven organitzats en una companyia diferent coneguda com a "Akrampafo". El seu burgemeester (alcalde) tenia el poder de tancar tractes amb els neerlandesos, i tots els Vrijburghers tenien el dret a portar una espasa. Entre els Vrijburghers més coneguts es troben Carel Hendrik Bartels, Jacob Huidecoper i Jacob Simon. Molts d'ells treballaven en els llocs més baixos de l'administració de Elmina, i al segle xix, diverses famílies de Vrijburghers van enviar als seus fills (incloent a les dones) a estudiar a Europa. Al segle xix es van assentar en la part nord de la llacuna Benya, prop del Fort Coenraadsburg. Aquesta part de Elmina, també coneguda com "el Jardí", no va ser bombardejada pels britànics el 1873.

## Llegat
Després que Indonèsia obtingués la seva independència el 1945, la majoria dels Belanda Hitam va emigrar als Països Baixos, ja que havien estat soldats de l'Exèrcit de les Índies Orientals Neerandeses. Després d'això, la història colonial dels Països Baixos en la Costa d'Or va ser més o menys oblidada. Això va canviar una mica després que Arthur Japin publiqués el llibre anteriorment esmentat Els Dos Cors de Kwasi Boachi el 1997. Aquesta nova atenció sobre el tema també va revelar que el cap del líder ahanta, el rei Badu Bonsu II, va ser portada als Països Baixos després de la seva execució en 1838, i encara es trobava en possessió del Centre Mèdic de la Universitat de Leiden. El cap del rei fou retornat a l'ambaixador de Ghana en una cerimònia que va tenir lloc el 23 de juliol de 2009 a la Haia.
L'any 2002 es va celebrar el 300 aniversari de l'establiment de relacions diplomàtiques entre Ghana i els Països Baixos. El príncep neerandès Guillem Alexandre i la seva esposa Màxima van visitar Ghana entre el 14 i el 17 d'abril, i el rei aixanti Otumfuo Nana Osei Tutu II va visitar els Països Baixos al juny. L'aniversari celebra, més específicament, l'enviament de David van Neyedael de la Companyia Neerandesa de les Índies Occidentals com enviat a l'Imperi Aixanti el 1701, després que els aixantis es convertissin en el poder dominant de la Costa d'Or després de la seva victòria sobre els Denkyira a la Batalla de Feyiase.[39]
A més dels forts que existeixen al llarg de la costa, un altre llegat de la presència neerlandesa a la regió són els cognoms neerlandesos que van prendre molts dels descendents dels fills que els comerciants d'esclaus dels Països Baixos van tenir amb les seves amants negres. Bossman és un cognom comú a Ghana, el qual prové originalment del comerciant d'esclaus neerlandès Willem Bosman. Altres cognoms ghaneses que tenen orígens neerlandesos inclouen Bartels, Van Dyck i De Veer.

### Ghaneses amb ascendència parcial neerlandesa
Entre alguns dels ghaneses més importants amb ascendència neerlandesa es troben:
- Kwamena Bartels, polític ghanés i ex ministre de l'Interior
- Peggielene Bartels, cacic del poble de Tantum
- Francis Bossman, futbolista ghanés
- Peter Bossman, nascut a Ghana, actual alcalde de la ciutat eslovena de Piran
- Alfred Vanderpuije, alcalde d'Accra[15]
- William Vanderpuye, actor britànic d'ascendència ghanesa

## Llista de forts i factories
- Axim (Febrer de 1642-1664, 1665-71)
- Ft. Dorothea (Akwida: 1687-1698, 1711-1712, 1732-1804)
- Ft. Elmina (també anomenat Ft. Conraadsburg, St. Jago, Ft. de Veer, Ft. Java, Ft. Scomarus, i Ft. Naglas 29 d'agost de 1637 - 6 d'abril de 1872)
- Ft. Hollandia (1725-1815)
- Ft. Batenstein (Butri: 1656-1665, 1666-1871)
- Ft. Apollonia (Benyin: 16??-16??, 1868-1871)
- Ft. Oranje (Sekondi: 1640-1871)
- Ft. San Sebastian (Shama: 1637-1664,1664-1871)
- Ft. Vredenburgh (Komenda: 1785-1871)
- Carlsborg (Cape Castle: 1688-1782, 16 d'abril de 1659- maig de 1659)
- Ft. Nassau (Mouri: 1598/1612-1664, 1665-1782, 1785-1867)
- Ft. Amsterdam (Kormantin: 29 de gener de 1665-1782, 1785-1867)
- Ft. Leydsaemheyt (Apam: 1697-1782, 1785-1868)
- Ft. Goede Hoop (Senya Beraku: 1667/1705-1782, 1785-1868)
- Ft. Crêvecoeur (Accra: 1649-1782, 1785-1867/8)
- Ft. Metaal Kruis (Dixcove: 1868-1871)
- Ft. Ruychaver (Abacqua: 1654-1659)
- Ft. Singelenburgh (Keta: 1734-1737)
- Ft. Witsen (Takoradi: 1660-1665)
- Anomabu (1640-1652)
- Egya (1647-16.., 1663-1664)
- Kpone (1697-1700, 1706-17..)
- Petit Popo (Aneho: 1731-1760) (a Togo)
- Great Popo (1680-...) (a Benín)
- Ouidah (1670-1687, 1702-1724/26) (a Benín)
- Ft. Zelandia (Godomey: 1726-1734) (a Benín)
- Offra (1675-1691) (a Benín)
- Appa (1732-1736) (a Benín).

## Governadors

### Generals de la Costa d'Or
- 1612 - 1614 Jacob Adriaensz Clantius (primera vegada)
- 1614 - 1617? Adriaen Jacobsz Roest
- 1617 - 1620? Jacob Adriaensz Clantius (segona vegada)
- 1620? - 1621 Anthonie van Liedekercke
- 1621? - 1624? Geert Reck

### Directors-general
- 1624 - 1629 Adriaen Jacobsz. van Amersfoort (a Ft. Nassau)
- 1629 - 1639 Nikolaes van Ypren (Iperen) (a Elmina des de 1637)
- 1639 - 1641 Arend Jacobsz. Montfort
- 1641 - 1645 Jacob Ruyghaver (Ruijghaver)
- 1645 - 1650 Jacob van der Well
- 1650 Hendrik Doedens

### Governador
- 1650 - 1651 Arent Cocq

### Directors-general
- 1651 - 1656 Jacob Ruyghaver (segona vegada)
- 1656 - 1659 Johannes van Valkenburgh
- 1659 - 1662 Casper van Heussen (Houssen)
- 1662 Dirck Wilre
- 1662 - 1667 Johannes van Valkenburgh (segona vegada)

### Governador
- 1667 - 1668 Huijbrecht van Gageldonk

### Directors-general
- 1668 - 1675 Dirck Wilre (segona vegada)
- 1675 - 1676 Joan Root
- 1676 - 1680 Heerman Abramsen
- 1680 - 1683 Daniel Verhouten (Verhoutert)
- 1683 - 1685 Thomas Ernsthuijsen (Ernsthuis)
- 1685 - 1690 Nikolaas de Sweerts
- 1690 - 1694 Joel Smits (Schmits)
- 1694 - 1696 Jan Staphorst
- 1696 - 1702 Jan van Sevenhuysen (Sevenhuijsen)
- 1702 - 1705 Willem de la Palma
- 1705 - 1708 Pieter Nuyts (Nuijts)

### Governador
- 1708 - 1709 Henrikus van Weesel

### Directors-general
- 1709 - 1711 Adriaan Schoonheidt (Schoonheijd)
- 1711 - 1716 Hieronimus Haring
- 1716 - 1718 Robberts Abraham Engelgraef
- 1718 - 1722 William Bullier (Wilhelm Butler)
- 1722 - 1723 Abraham Houtman

### Governador
- 1723 Mattheus de Kraane (Crane)

### Directors-general
- 1723 - 1727 Pieter Valckenier
- 1727 - 1730 Robbert Norri
- 1730 - 1734 Jan Pranger
- 1734 - 1736 Anthony van Overbeek
- 1736 - 1740 Martinus François des Bordes

### Governador
- 1740 - 1741 François Barovius (Barbrius)

### Directors-general
- 1741 - 1747 Jacob baron de Petersen
- 1747 - 1754 Jan van Voorst
- 1754 - 1755 Nikolaas van der Nood de Gieterre (Nicolaas van der Noot de Gieter)

### Governador
- 1755 - 1758 Roelof Ulsen

### Directors-general
- 1758 - 1759 Lambert Jacob van Tets
- 1759 - 1760 Jan Pieter Theodor Huydecooper
- 1760 - 1763 David Pieter Erasmie

### Governador
- 1763 - 1764 Henrick Walmbeck (Hendrik Walmbeek)

### Directors-general
- 1764 - 1767 Jan Pieter Theodor Huydecooper (segona vegada)
- 1767 Willem Sulyard van Leefdael junt amb Cornelis Klok
- 1767 - 1780 Pieter Woortman

### Governador
- 1780 Jacobus van der Puye (Pujie)

### Director-general
- 1780 - 1784 Pieter Volkmar (d. 1784)

### Governador-general
- 1784 - 1785 Gilles Servaas Gallé (Galie)

### Director-general
- 1785 - 1786 Adolphus Thierens

### Governador-general
- 1786 - 1787 Gilles Servaas Gallé (Galie) (segona vegada)

### President
- 1788 - 1790 Lieve van Bergen van der Gryp (Grijp)

### Director-general
- 1790 - 1794 Jacobus de Veer

### President
- 1794 - 1795 Lieve van Bergen van der Gryp (segona vegada)

### Governador
- 1795 - 1796 Otto Arnoldus Duim

### Directors-general
- 1796 Lieve van Bergen van der Gryp (tercera vegada)
- 1796 - 1798 Gerhardus Hubertus van Hammel
- 1798 - 1804 Cornelis Ludewich Bartels (des de 1801, governador-general)

### President
- 1804 - 1805 Izaak de Roever

### Governador-general
- 1805 - 1807 Pieter Linthorst

### President
- 1807 - 1808 Johannes Petrus Hoogenboom

### Director-general
- 1808 - 1810 Jan Frederik Koning

### Commandant-general
- 1810 - 1816 Abraham de Veer

### Governadors-general
- 1816 - 1818 Herman Willem Daenels
- 1818 - 1820 Frans Christiaan Eberhard Oldenburg (interí)

### Commandants
- 1820 - 1821 Johannes Oosthout
- 1821 - 1823 Frederick Frans Ludewich Ulrich Last (interí)
- 1823 Librecht Jan Temmink (interí)
- 1823 - 1824 Willem Poolman
- 1824 Hendrik Adriaan Mouwe, Jr. (interí)
- 1824 - 1825 Johan David Carel Pagenstecher (interí)
- 1825 - 1826 Frederick Frans Ludewich Ulrich Last (segona vegada)(interí)
- 1826 - 1828 Jacobus Cornelis van der Breggen Paauw (interí)
- 1828 - 1833 Frederick Frans Ludewich Ulrich Last (tercera vegada)
- 1833 Jan Thieleman Jacobus Cremer (interí)
- 1833 - 1834 Eduard Daniel Leopold van Ingen (interí)
- 1834 Marthinus Swarte (interí)
- 1834 - 1836 Christian Ernst Lans
- 1836 - 1837 Hendrikus Jacobus Tonneboeyer (Tonneboeijer) (interí)
- 1837 - 1838 Anthony van der Eb (interí)

### Governadors
- 1838 - 1840 Hendrik Bosch
- 1840 - 1846 Anthony van der Eb
- 1846 - 1847 Willem George Frederik Derx (interí)
- 1847 - 1852 Anthony van der Eb (segona vegada)
- 1852 - 1856 Hero Schomerus
- 1856 Petrus Jacobus Runckel
- 1856 - 1857 Willem George Frederik Derx (segona vegada) (comissionat del govern)
- 1857 Jules Felicine Romain Stanislas van den Bossche
- 1857 - 1862 Cornelis Johannes Marius Nagtglas
- 1862 - 1865 Henry Alexander Elias
- 1865 - 1866 Arent Magnin (interí)
- 1866 - 1867 Willem Hendrik Johan van Idsinga
- 1867 - 1869 George Pieter Willem Boers
- 1869 - 1871 Cornelis Johannes Marius Nagtglas (segona vegada) (comissionat del govern)
- 1871 Cornelis Meeuwsen (interí)
- 1871 Jan Albert Hendrik Hugenholtz (comissionat del govern)
- 1871 J.M.L.A.P. Wirix (interí)
- 1871 W.P.A. Le Jeune (interí)
- 1871 - 1872 Jan Helenus Ferguson (Tinent governador)
- 1872 R.I. de Haes (comissionat del govern)